# Гостлор
Гостлор или Фольклор Привидений (англ. Ghostlore) — жанр фольклора, который является фольклором привидений. Ghostlore существовал в течение всей записанной истории, включая современные контексты. Например, американский фольклорист Луи С. Джонс замечает следующее в 1944 году:
Ghostlore до сих пор широко распространен и популярен. Хотя большинство действий и примет, которые считаются типичными для привидений (железная цепочка, кладбище, преследование, и так далее), никоим образом не настолько распространенные в популярном ghostlore, как мы ожидали. Привидение, которое очень похоже на что-то реальное, является намного более распространенным, чем любое другое. … Можно ожидать, что рациональный век науки уничтожит веру в способность мертвых оживать. Я же думаю, что все будет происходить иначе: в возраст научных чудес все кажется возможным.